# Маяк Рондаут-Крик
Маяк Рондаут-Крик (англ. Rondout Creek Light), также известный как маяк Рондаут (англ. Rondout Light) и маяк Рондаут-Кингстон (англ. Rondout Kingston Light), — маяк, расположенный в реке Гудзон в месте впадения в неё реки Рондаут-Крик близ от города Кингстон, округ Алстер, штат Нью-Йорк, США. Построен в 1839 году. Автоматизирован в 1954 году.

## История
Судоходство по реке Гудзон с колониальных времён было достаточно оживленным, а в месте впадения в неё реки Рондаут-Крик имеются опасные для судоходства отмели. В 1830-х годах Конгресс США выделил 5000$ на строительство маяка в этом месте. В 1838 году маяк был введён в эксплуатацию. Он был построен по тому же проекту, что и расположенный неподалёку маяк Эзопус-Медоуз: каменный дом смотрителя, на крыше которого располагалась восьмиугольная башня маяка. В 1855 году на маяк была установлена линза Френеля. К 1860-м годам здание было сильно повреждено от частых подтоплений. 28 июля 1866 года Конгресс выделил 22 000 $ на строительство нового маяка, и в 1867 году новый маяк был закончен. Он представлял собой квадратную башню вписанную во внутренний угол L-образного двухэтажного каменного дома смотрителя. С 1872 по 1880 в устье реки Рондаут-Крик были проведены дноуглубительные работы, стоимость которых составила 90 000$. После этого прежнее расположение маяка было уже неэффективным, и 4 марта 1911 года Конгресс выделил 40 000 $ на строительство нового маяка в другом месте. 25 августа 1915 года работы, стоимость которых составила 33 575,81 $, были завершены. Маяк представлял собой квадратную башню примыкающую к прямоугольному двухэтажному дому смотрителя, построенные из керамического кирпича и облицованные плиткой. В 1954 году Береговая охрана США автоматизировала маяк, и он был закрыт для посещения.
В 1979 году он был включен в Национальный реестр исторических мест.